# Довереникът на кралицата
Довереникът на кралицата (на английски: Victoria & Abdul) е британско-американски биографичен драматичен филм от 2017 г., режисиран от Стивън Фриърс. Сценарият е дело на Лий Хол, базирайки се на книгата Victoria & Abdul от индийската писателка Шрабани Басу. Историята разказва за неочакваното приятелство, възникнало между кралица Виктория и нейния индийски слуга Абдул Карим.
В главните роли са Джуди Денч и Али Фазал. Участват също Еди Изард, Тим Пигот-Смит, Адил Актар, Майкъл Гамбън и други.
Световната премиера е на 3 септември 2017 г. на 74-тия международен филмов фестивал във Венеция.

## Актьори
- Джуди Денч - Кралица Виктория
- Али Фазал – Абдул Карим
- Еди Изард – Бърти, принц на Уелс
- Тим Пигот-Смит – Сър Хенри Понсънби
- Адил Актар – Мохамед
- Саймън Калоу – Господин Пучини
- Майкъл Гамбън - Лорд Солсбъри
- Джулиан Уадам – Алик Йорк
- Оливия Уилямс – Джейн Спенсър, баронеса Чърчил
- Фенела Уолгър – Госпожица Фипс
- Джонатан Хардън – Кайзерът

## Продукция
На 17 юни 2016 г. е съобщено, че Джуди Денч ще играе кралица Виктория във филма Victoria & Abdul, базиран на едноименната книга от Шрабани Басу, а Стивън Фриърс ще режисира лентата. На 5 август 2016 г. е обявено, че Али Фазал се присъединява към актьорския състав, изигравайки ролята на Абудл Карим.
Снимките на филма започват на 15 септември 2016 г. в Осборн Хаус на остров Уайт.
От 24 юли 2017 г. до 30 септември 2017 г. костюмите, използвани във филма, са изложени в Осборн Хаус.

## В България
В България филмът е пуснат по кината на 29 септември 2017 г.